# Кадгарон
Кадгаро́н (осет. Хъæдгæрон) — село в Ардонском районе Республики Северная Осетия — Алания. 
Административный центр муниципального образования «Кадгаронское сельское поселение».

## География
Расположено в междуречье рек Ардон и Хаталдон, в 7 км к юго-востоку от районного центра Ардон и в 33 км к северо-западу от Владикавказа. Недалеко от села расположена священная роща Хетага.

## История
В 1824 году переселенцами из Куртатинского ущелья было образовано два небольших аула на левом берегу реки Фиагдон: Верхний Кадгарон и Нижний Кадгарон, первые поселенцы были Караевы, Кучиевы, Гуриевы, Аликовы, Огоевы, Абоевы, Епхиевы и другие фамилии. В 1864 году аулы объединились, в результате поселения между ними новой волны переселенцев осетин-христиан из того же ущелья.  
В селе была построена церковь в 1880 году. В нем служили такие известные просветители, как священники Георгий Сикоев и Моисей Коцоев. В 1937 году церковь была частично разрушена. Сейчас храм восстановлен трудами мецената Владимира Короева.

До 6 января 1939 года был центром Кадгарнского (с ноября 1938 — Ардонского) района.

## Население
| 2002  | 2010  | 2011  | 2012  | 2013  | 2014  | 2015  |
| ----- | ----- | ----- | ----- | ----- | ----- | ----- |
| 2979  | ↗3093 | ↗3094 | ↘3082 | ↗3083 | ↗3094 | ↗3096 |
| 2016  | 2017  | 2018  | 2019  | 2020  | 2021  | 2023  |
| ↘3085 | ↗3092 | ↘3084 | ↘3068 | ↗3075 | ↗3437 | ↘3420 |
| 2024  | 2025  |       |       |       |       |       |
| ↗3436 | ↗3440 |       |       |       |       |       |

## Экономика
Крупный калибровочный завод для переработки зерна кукурузы.

## Русская православная церковь
- Храм Архистратига Михаила[19]

## Топографические карты
- Лист карты K-38-29 Алагир. Масштаб: 1 : 100 000. Состояние местности на 1984 год. Издание 1988 г.